# Michal Klesa
Michal Klesa (Praga, 13 maggio 1983) è un calciatore ceco, centrocampista del Dynamo České Budějovice.

## Carriera

### Club

#### Příbram
Segna il suo ultimo gol nel Příbram il 7 novembre 2010 nella vittoria fuori casa per 0-1 conto lo Zbrojovka Brno, regalando la vittoria alla sua squadra.
Fa la sua ultima apparizione con il Příbram il 28 maggio 2011 nella vittoria fuori casa per 0-2 contro il Baník Ostrava dove viene sostituito all'87' da Pavel Pilík.

#### Dynamo České Budějovice
Debutta con il Dynamo České Budějovice il 31 luglio 2011 nella sconfitta casalinga per 2-4 contro lo Sparta Praga venendo sostituito all'88' da František Němec.
Segna il suo primo gol con il Dynamo il 21 agosto 2011 nella sconfitta fuori casa per 2-1 contro il Bohemians 1905.